# Ian Bannen
Ian Bannen (Airdrie, 22 giugno 1928 – Loch Ness, 3 novembre 1999) è stato un attore britannico, ottimo caratterista, ma anche interprete di alcuni ruoli di primo piano.

## Biografia
Nacque ad Airdrie, un piccolo villaggio del North Lanarkshire in Scozia, da una famiglia della borghesia; figlio dell'avvocato John James Bannen, compì gli studi ma non volle seguire le orme paterne e rinunciò alla professione, lasciando le aule di tribunale per i set cinematografici. Fu un ottimo caratterista, ma alcune volte gli vennero affidati anche ruoli di primo piano, e lavorò sia in Gran Bretagna che negli Stati Uniti. 
Nel corso di una lunga carriera, durata quasi cinquant'anni, girò cento film. Il primo, il vendicatore nero, fu nel 1955 mentre l'ultimo non riuscì a terminarlo in quanto morì a causa di un incidente automobilistico, prima che fossero terminate le riprese. Durante la sua carriera ottenne nel 1966 una candidatura all'Oscar al miglior attore non protagonista per il film Il volo della fenice, ma fu battuto in quell'occasione da Martin Balsam, vincitore per il film L'incredibile Murray - L'uomo che disse no. Nel 1979 affiancò Valentina Cortese nel film Un'ombra nell'ombra e nel 1989 partecipò al film Streghe.
Morì vittima di un incidente stradale. Lui e sua moglie, Marilyn Salisbury, che era alla guida e riportò solo lievi ferite, furono trovati in un veicolo ribaltato.

## Filmografia parziale

### Cinema
- Città in agguato (Pool of London), regia di Basil Dearden (1951)
- Il vendicatore nero (The Dark Avenger), regia di Henry Levin (1955)
- Operazione fifa (Private's Progress), regia di John Boulting (1956)
- La lunga mano (The Long Arm), regia di Charles Frend (1956)
- Fuoco sullo Yangtse (Yangtse Incident: The Story of H.M.S. Amethyst), regia di Michael Anderson (1957)
- Avventura a Soho (Miracle in Soho), regia di Julian Amyes (1957)
- Verso la città del terrore (A Tale of Two Cities), regia di Ralph Thomas (1958)
- La ragazza dello scandalo (A French Mistress), regia di Roy Boulting (1960)
- Il mondo nella mia tasca (An einem freitag um halb zwölf), regia di Alvin Rakoff (1961)
- Il filibustiere della costa d'oro (Mister Moses), regia di Ronald Neame (1965)
- 8 facce di bronzo (Rotten to the Core), regia di John Boulting (1967)
- La collina del disonore (The Hill), regia di Sidney Lumet (1965)
- Il volo della fenice (The Flight of the Phoenix), regia di Robert Aldrich (1965)
- Penelope, la magnifica ladra (Penelope), regia di Arthur Hiller (1966)
- Il marinaio del Gibilterra (The Sailor from Gibraltar), regia di Tony Richardson (1967)
- Non è più tempo d'eroi (Too Late the Hero), regia di Robert Aldrich (1970)
- La spina dorsale del diavolo (The Deserter), regia di Niksa Fulgosi e Burt Kennedy (1971)
- L'allucinante notte di una baby sitter (Fright), regia di Peter Collinson (1971)
- Doomwatch - I mostri del 2001 (Doomwatch), regia di Peter Sasdy (1972)
- Riflessi in uno specchio scuro (The Offence), regia di Sidney Lumet (1972)
- L'agente speciale Mackintosh (The MacKintosh Man), regia di John Huston (1973)
- La bottega che vendeva la morte (From Beyond the Grave), regia di Kevin Connor (1973)
- Identikit, regia di Giuseppe Patroni Griffi (1974)
- Il viaggio, regia di Vittorio De Sica (1974)
- Stringi i denti e vai! (Bite the Bullet), regia di Richard Brooks (1975)
- Quel maledetto treno blindato, regia di Enzo G. Castellari (1977)
- Un'ombra nell'ombra, regia di Pier Carpi (1979)
- Gli occhi del parco, regia di John Hough e Vincent McEveety (1980)
- La cruna dell'ago (Eye of the Needle), regia di Richard Marquand (1981)
- Fuga nella notte (Night Crossing), regia di Delbert Mann (1981)
- Gandhi, regia di Richard Attenborough (1982)
- Gorky Park, regia di Michael Apted (1983)
- Anni '40 (Hope and Glory), regia di John Boorman (1987)
- La partita, regia di Carlo Vanzina (1988)
- Streghe (Witch Story), regia di Alessandro Capone (1989)
- Ghost Dad - Papà è un fantasma (Ghost Dad), regia di Sidney Poitier (1990)
- The Big Man, regia di David Leland (1990)
- Un piede in paradiso, regia di Enzo Barboni (1991)
- Il danno (Damage), regia di Louis Malle (1992)
- Braveheart - Cuore impavido (Braveheart), regia di Mel Gibson (1995)
- Svegliati Ned (Waking Ned), regia di Kirk Jones (1998)
- Best, regia di Mary McGuckian (2000)

### Televisione
- Robin Hood (The Adventures of Robin Hood) – serie TV, episodio 1x29 (1956)
- Gesù di Nazareth, regia di Franco Zeffirelli – miniserie TV (1977)
- Cuore e batticuore (Hart to Hart) – serie TV, episodio 4x11 (1983)
- Attentato al Papa, regia di Giuseppe Fina – miniserie TV (1986)
- Doctor Finlay – serie TV (1993-1996)

## Doppiatori italiani
Nelle versioni in italiano dei suoi film, Ian Bannen è stato doppiato da:
- Sergio Graziani in La collina del disonore, L'allucinante notte di una baby sitter, Riflessi in uno specchio scuro, Ghost Dad - Papà è un fantasma
- Gianfranco Bellini in Il volo della fenice, La spina dorsale del diavolo
- Pino Locchi in Identikit, La partita
- Glauco Onorato in Verso la città del terrore, Anni '40
- Massimo Turci ne La lunga mano
- Luciano De Ambrosis in L'agente speciale Mackintosh
- Riccardo Cucciolla in Gesù di Nazareth
- Elio Zamuto in Quel maledetto treno blindato
- Carlo Reali in Un'ombra nell'ombra
- Gil Baroni in Gli occhi del parco
- Dario Penne in Gandhi
- Ettore Conti in Gorky Park
- Walter Maestosi in Attentato al Papa
- Corrado Gaipa in Streghe
- Alarico Salaroli in The Big Man
- Pietro Biondi in Un piede in paradiso
- Gianni Musy in Il danno
- Giorgio Lopez in Braveheart - Cuore impavido
- Angelo Nicotra in Svegliati Ned
- Sergio Fiorentini in Best

## Riconoscimenti
- Premi Oscar 1966 – Candidatura all'Oscar al miglior attore non protagonista per Il volo della fenice